# Shine a Light (film)
Shine a Light è un film documentario del 2008 diretto da Martin Scorsese, riguardante i Rolling Stones, realizzato e pubblicato in DVD.

## Produzione
Il concerto da cui è stato ricavato il film è stato ripreso al Beacon Theatre di New York il 29 ottobre e il 1º novembre del 2006. Il film oltre al concerto, è costituito da interviste al gruppo dagli anni '60 ad oggi. Oltre al film, Martin Scorsese ha prodotto anche la colonna sonora di Shine a Light, pubblicata dalla Polydor Records il 1º aprile 2008.
La pellicola è stata dedicata a Ahmet Ertegün, il produttore discografico che morì a seguito di un incidente accaduto durante un concerto dei Rolling Stones, nel quale Scorsese stava effettuando delle riprese per il suo documentario.

## Distribuzione
Il film è stato proiettato al cinema in prima visione nel 2008, in Italia a partire dall'11 aprile.

## Formazione
- Mick Jagger – voce solista, chitarra, armonica a bocca
- Keith Richards – chitarra, cori
- Ron Wood – chitarra
- Charlie Watts – batteria
- Darryl Jones – basso
- Chuck Leavell – tastiera, cori
- Bobby Keys – sax
- Lisa Fischer – cori
- Bernard Fowler – cori, percussioni
- Blondie Chaplin – cori
- Tim Reis – sax, tastiere
- Michael Davis – trombone